# Ramdurg
Ramdurg (en canarés: ರಾಮದುರ್ಗ ) es una ciudad de la India en el distrito de Belgaum, estado de Karnataka.

## Geografía
Se encuentra a una altitud de 583 m s. n. m. a 504 km de la capital estatal, Bangalore, en la zona horaria UTC +5:30.

## Demografía
Según estimación 2011 contaba con una población de 33 716 habitantes.